# Bhongir-Fort

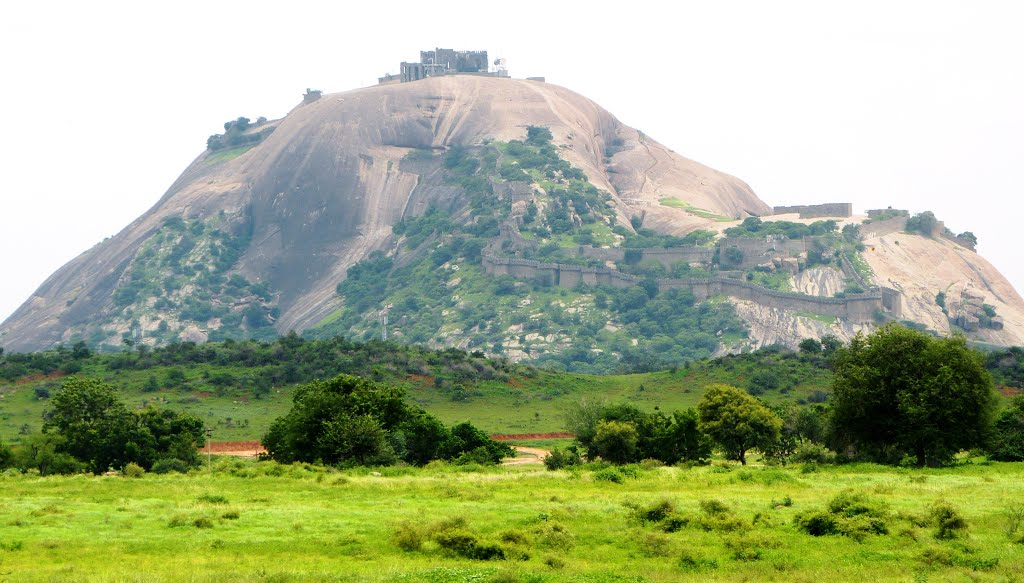
Bhongir-Fort – Festungsberg

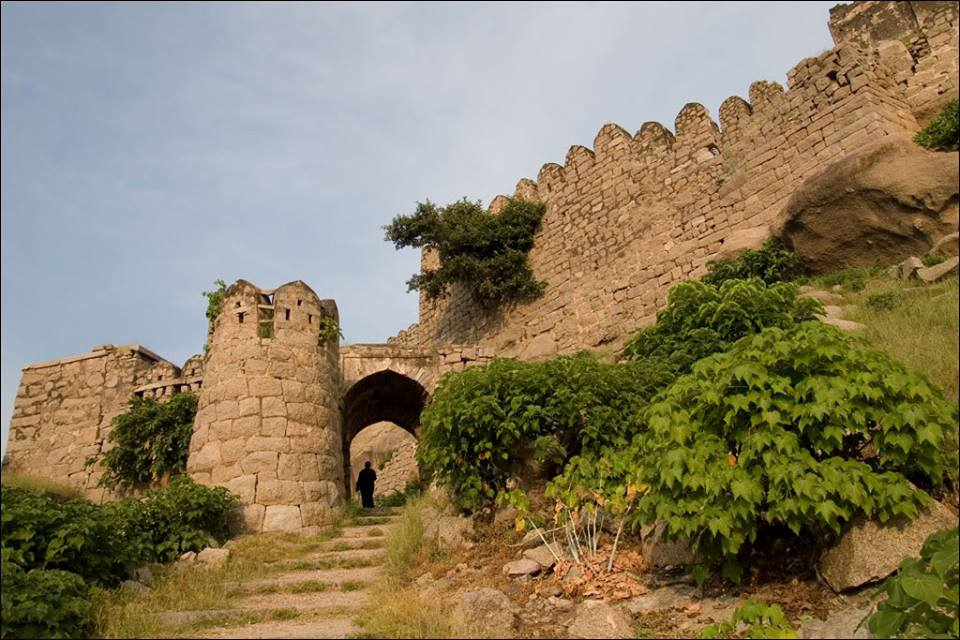
Weg zum Bhongir-Fort

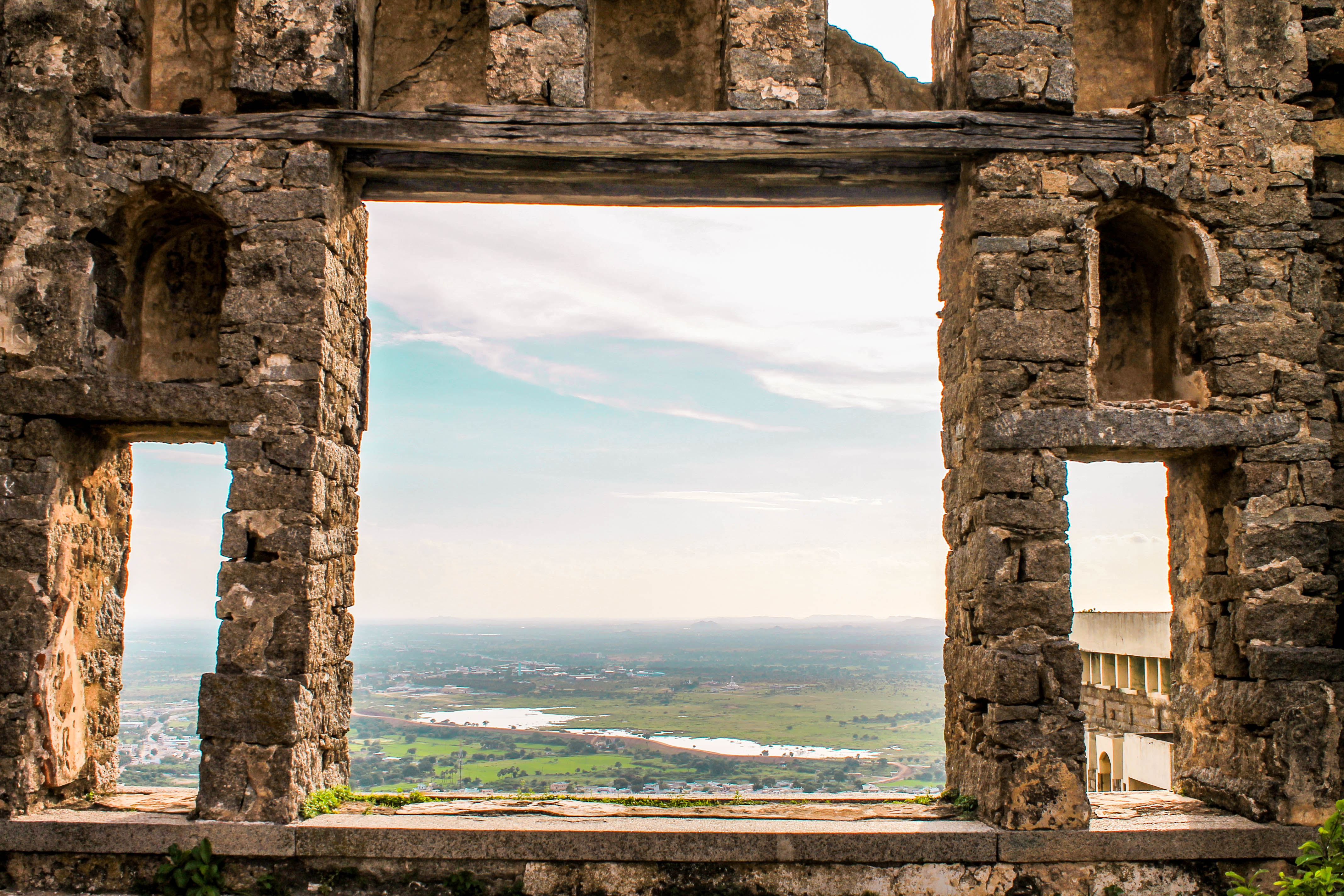
Blick in die Ebene

Das Bhongir-Fort (Telugu భువనగిరి కోట) ist eine Bergfestung bei der etwa 430 m hoch gelegenen Stadt Bhuvanagiri im indischen Bundesstaat Telangana.

## Lage
Die etwa 50 km (Fahrtstrecke) nordöstlich von Hyderabad gelegene Bergfestung befindet sich auf einem markanten, ca. 170 m hohen Granitfelsen.

## Geschichte
Die Bergfestung wurde um das Jahr 1076 vom gerade erst an die Macht gekommenen Chalukya-Herrscher Vikramaditya II. errichtet, aber im 12. oder 13. Jahrhundert von der Kakatiya-Dynastie übernommen. Im 15. Jahrhundert wurde sie vom muslimischen Bahmani-Sultanat und später vom Qutb-Schāhī-Sultanat okkupiert. Der heutige Name stammt aus der britischen Kolonialzeit.

## Anlage
Die Festung beeindruckt vor allem durch ihre Lage. Im Inneren des Forts sind nur wenige Bauten aus islamischer Zeit erhalten, die zeittypische Bögen und Zinnen vorweisen.